# Франц фон Вальдек
Франц фон Вальдек (нем. Franz von Waldeck, 7 июля 1488, Билефельд, Северный Рейн-Вестфалия — 15 июля 1553, замок Вольбек) — мюнстерский князь-епископ, подавивший восстание анабаптистов в Вестфалии. Сын графа из Вальдека. В 1506 году обучался в Эрфурте. Занимал церковные должности каноника в Кельне, Трире и Айнбекке. После восстания анабаптистов был назначен епископом Мюнстера. С помощью войск Священной Римской империи он осадил город и в 1535 году взял его. После краха Мюнстерской коммуны добился восстановления католицизма в регионе. Во время Шмалькальденской войны пытался сохранить нейтралитет, поддерживая отношения с лютеранами.